# Pablo Flórez
Pablo José Flórez Camargo (Ciénaga de Oro, 27 de junio de 1926-Montería, 14 de diciembre de 2011) fue un músico, compositor e intérprete colombiano.

## Trayectoria
Sus creaciones han sido plasmadas en numerosas grabaciones propias y de varios intérpretes colombianos.
Afirma haber compuesto más de mil canciones. Sus temas más conocidos son La Aventurera y Los Sabores del Porro, los cuales han circulado por todo el continente. Sobresalen también: Juan Almanza, Porro Viejo, Mona Julia, Luna primaveral, Tres Clarinetes, Lloró Pelayo, La Muerte de Nancho Bedoya, Pablito Florez Camargo, entre muchas otras. La Aventurera, por ejemplo, ha sido grabado por Lucho Campillo, Julio Rojas, Oswaldo Rojano, Moisés Angulo, Totó la Momposina e Iván Villazón.
Incursionó con éxito en diversos ritmos, como el Porro, Fandango, Tango, Vals, Pasillo, Ranchera y Bolero, de los cuales ha compuesto más de veinte. De entre los cuales se puede mencionar: Feliz Golondrina; Vals: Billete marcado; Tango: Murió mi Madrecita; Fandango: Tres Clarinetes; Pasillo: Rosas de la tarde; Bolero: Ingenio Viejo, la tragedia de Armero y Edita, que fue el primero que escribió en 1946.
A Flórez le fueron conferidos varios reconocimientos, entre los que destacan: Reconocimiento de la Universidad de Córdoba, Mención de Honor de la Alcaldía de Ciénaga de Oro, Bachiller Honorífico del INEM de Montería, Homenaje Telecaribe, Homenaje en Chinú y Primer premio en Festival de San Pelayo, con el Fandango Tres Clarinetes, Premio Nacional Vida y Obra (2008), otorgado por Ministerio de Cultura de Colombia, Título Honoris Causa 2009 en Música, otorgado por la Universidad de Córdoba por ser un gran artista del folclor colombiano.
Por otra parte composiciones suyas han sido grabadas e interpretadas por Alfredo Gutiérrez, la Orquesta de Juancho Torres, Totó la Momposina, Miguel Durán, Iván Villazón, Gabriel Romero, María Mulata, y Aglaé Caraballo, entre otros.